# Gilbert III. de Lévis

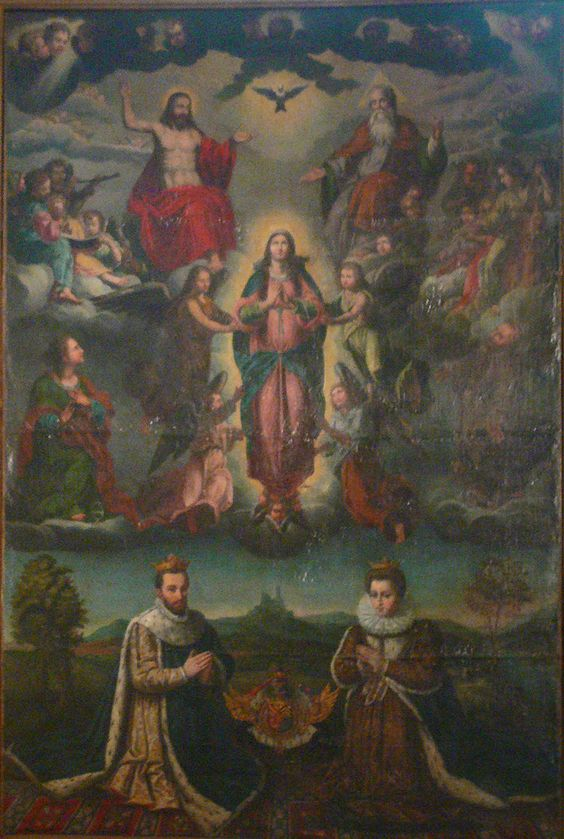
Heirat des Gilbert III. de Lévis, 1553

Gilbert III. de Lévis (* um 1547; † 1591 in La Voulte-sur-Rhône) war ein hugenottischer Heerführer, zuerst Graf, ab 1578 erster Herzog von Ventadour und ab 1589 ein Pair von Frankreich.

## Herkunft
Gilbert III. de Lèvis, Comte de La Voulte, Baron de Cornillon, war Sohn des Grafen Gilbert II. de Lévis (Ehrenhöfling (enfant d'honneur) des Königs François I. im Jahre 1524 und dessen Mundschenk im Jahr 1531) und der Suzanne Delair.

## Leben
Nach einer Zeit als Gentilhomme de la chambre (Kammerjunker) des Königs seit 1555, wurde er zum Gouverneur der Provinz Limousin befördert. Während der Religionskriege, war er von 1575 an ein Heerführer der Protestanten, und führte einige Gefechte gegen seinen Hauptgegner, Vicomte Louis de Pompadour, Baron de Treignac (Sohn des Geoffroy de Pompadour und der Suzanne de Pérusse des Cars), den Anführer der katholischen Ligisten im Limousin.
Er wurde 1578 vom König Heinrich III. im Zuge der Ersten Promotion zum Orden vom Heiligen Geist als Ritter vorgeschlagen, nahm diese Ehrung jedoch nicht entgegen. Im gleichen Jahr wurde er Gouverneur der Provinzen Lyonnais, Forez und Beaujolais, und im Februar wurde, für die Ländereien der Ventadours in Corrèze und Meyras, das Herzogtum Ventadour für ihn errichtet. Dieses wurde im Juni 1589 zur Duché-pairie erhoben, und er wurde somit zu einem Pair de France.
Über die Baronate La Roche-en-Régnier und Annonay führte er einen seitens des Großvaters, Gilbert I. de Lévis, begonnenen Prozess fort, und gewann per Gerichtsurteil im August 1582 schließlich die Ansprüche auf diese Ländereien.

Wappen Lévis-Ventadour

Er verstarb 1591, noch bevor er sein Testament hinterlegt hatte.

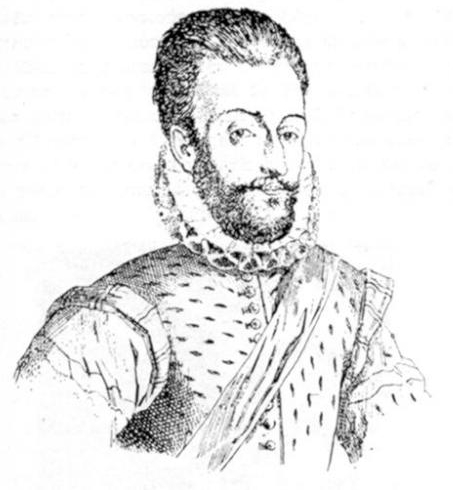
Anne Louis de Levis, 2. Duc de Ventadour

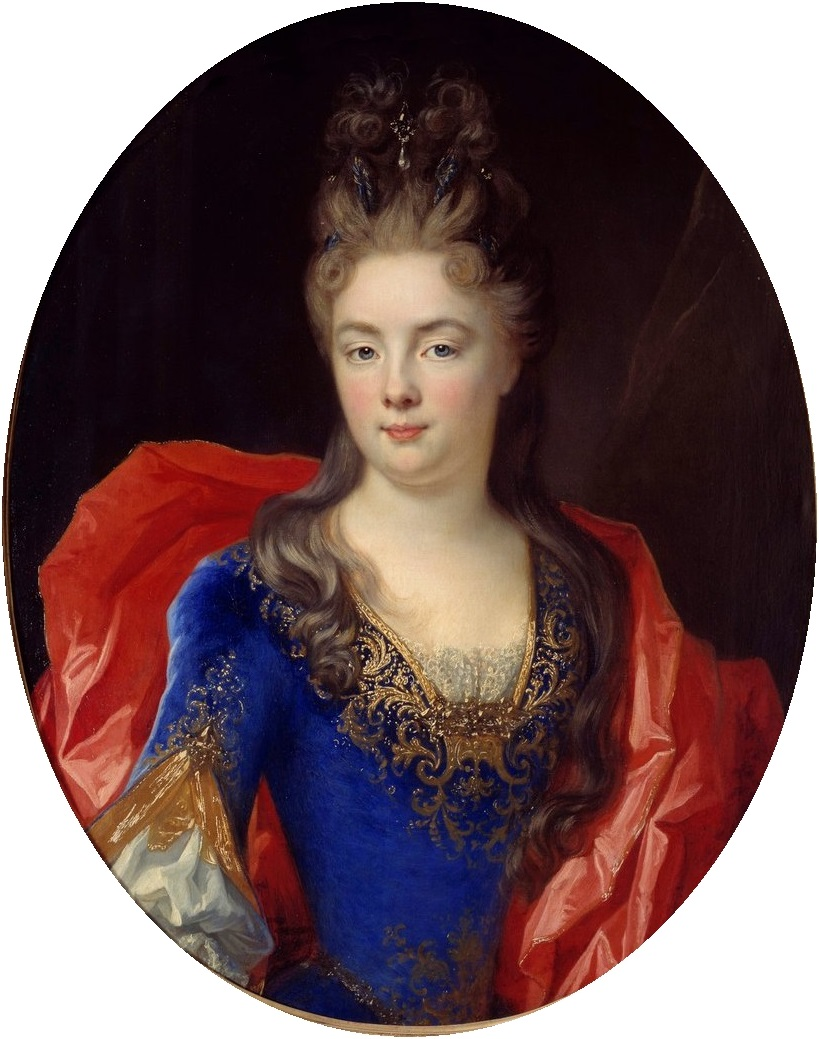
Anne-Geneviève de Lévis

## Familie und Nachfahren
Gilbert heiratete am 25. Juni 1553 Catherine de Montmorency (1532–1624), eine Tochter des Anne de Montmorency und der Madeleine de Savoie (1510–1586). Aus der Ehe erwuchsen mehrere Nachfahren:
- Anne Louis-Gilbert IV. de Lévis († 1584), ohne Nachkommen
- Anne Louis de Lévis (* ca. 1569; † 8. Dezember 1622), comte de La Voulte, baron de Donzenac, de La Roche-en-Régnier et d'Annonay, ab 2. Januar 1599 Ritter des Ordens vom Heiligen Geist; ab 1591 der 2. Duc de Ventadour[5] und 1594 Pair de France; ⚭ 13. Juni 1593 in Alès mit seiner Kusine Marguerite de Montmorency (1577–1660), einer Tochter von Henri I. de Montmorency, und Antoinette de La Marck, Tochter des Robert IV. de La Marck
  - Henri de Lévis-Ventadour (1596–1680), war 1622/31 der 3. Duc de Ventadour und Pair de France; ⚭ Marie-Liese de Luxembourg
  - Charlotte de Lévis-Ventadour (1597–1619)
  - Charles de Lévis-Ventadour (* 8. Mai 1600; † 1649), comte de Vauvert, marquis d'Annonay, 4. Duc de Ventadour ab 1631, Pair de France; ⚭ (I) 26. März 1634 Suzanne de Lauzières[6], ⚭ (II) Marie de La Guiche
    - aus (II): Louis-Charles de Lévis, 5. Duc de Ventadour ab 1649, Baron von Rochemaure und Gouverneur des Limousin, Pair de France (* 1647; † 18. September 1717); ⚭ 1671 Charlotte de La Mothe-Houdancourt
      - Anne-Geneviève de Lévis (1673–1727), Dame de la Voulte, de Tournon, d'Annonay etc.; ⚭ (II) Hercule-Mériadec de Rohan-Soubise
        - Jules François Louis de Rohan, 3. Prince de Soubise († 1724)
          - Charles de Rohan, prince de Soubise (1715–1787), 6. Duc de Ventadour ab 1717, 9. Prince d'Épinoy ab 1724, 2. Duc de Rohan-Rohan ab 1749, 4. Prince de Soubise

    - aus (II): Marguerite Félice de Lévis (1648–1717); ⚭ Jacques-Henri de Durfort, duc de Duras, Marschall von Frankreich
      - Jean-Baptiste de Durfort, (1684–1770), Marschall von Frankreich

  - François († 1625), Bischof von Lodève
  - François Christophe (ca. 1603–1661)
  - Anne de Lévis de Ventadour († 17. März 1662), Bischof von Lodève, ab 1649 Erzbischof von Bourges.